# Dan Spivey
Daniel Eugene Spivey (nascido em 14 de Outubro de 1952) é um ex-lutador de wrestling profissional estadunidense, mais conhecido pelo seu ring name Dan Spivey. Spivey trabalhou para diversas promoções, como World Championship Wrestling, World Wrestling Federation e All Japan Pro Wrestling, entre 1984 e 1995. Também foi um jogador de futebol americano na Universidade da Georgia.

## Títulos
- All Japan Pro Wrestling
  - AJPW Unified World Tag Team Championship (1 vez) - com Stan Hansen

- Championship Wrestling from Florida
  - FCW Heavyweight Championship (1 vez)

- Pro Wrestling Illustrated
  - PWI o colocou como #244 dos 500 melhores wrestlers durante a PWI 500 de 2003

- United Wrestling Federation
  - UWF Americas Heavyweight (1 vez)